# Roby Guareschi
Roby Guareschi, nome d'arte di Roberto Guareschi (Parma, 29 giugno 1924), è un cantante e batterista italiano.

## Biografia
Lavora come fattorino, ma inizia a suonare la batteria, prima in varie orchestre locali e poi dal 1946 con Wolmer Beltrami, Luciano Zuccheri e Gorni Kramer.
Nel 1954 entra nell'orchestra di Bruno Clair, in cui debutta come cantante.
Ottiene un contratto con la Music, etichetta di Walter Guertler, con cui incide i primi dischi da solista; ammiratore di Fred Buscaglione, ne interpreta alcune cover (tra cui Che bambola!) e ne imita lo stile anche nelle sue canzoni originali.
Nel 1960 ottiene molto successo con Kriminal tango, brano scritto da Piero Trombetta, inciso anche da molti altri cantanti (tra cui Riz Samaritano); nello stesso anno pubblica anche il suo primo album, che ottiene alcune recensioni positive
Passa poi alla Celson e in seguito alla Jolly, per cui nel 1963 incide nel 45 giri Il tangaccio/Grazie prego scusi due cover di Adriano Celentano.
Alla metà degli anni sessanta forma una sua orchestra con cui lavora all'estero, fino al ritiro alla fine degli anni '70.

## Discografia (parziale)

### Album
- 1960: Roby Guareschi (Music, LPM 1017)

### EP
- 1958: Bruno Clair e il suo complesso (Music (casa discografica), EPM 10148; con l'orchestra di Bruno Clair)

### Singoli
- 1959: Che bambola/Cocco bello (Music (casa discografica), 2248)
- 1959: Sei come un flipper/Hei ragazza (Music (casa discografica), 2261)
- 1959: Patricia/Tu (non devi farlo più) (Music (casa discografica), 2263)
- 1960: Meglio così/Io devo (Music (casa discografica), 2289)
- 1960: Ernesto il fusto/Kriminal tango (Music (casa discografica), 2290)
- 1960: Mack The Knife (Moritat)/Marina (Music (casa discografica), 2310)
- 1960: Sei troppo bella/L'ultimo whisky (Music (casa discografica), 2320)
- 1960: Diabolic Melody/T'insegnerò l'amore (Music (casa discografica), 2321)
- 1961: Rosetta/Dolce metà (Celson, QB 8013)
- 1961: Ti rompo il muso pupa/Tango amaro (Celson, QB 8015)
- 1961: La grana/Peccato (Celson, QB 8017)
- 1961: Judy/Io tu e la mela (Celson, QB 8026)
- 1963: Ti faccio un mazzo/Ma che calze vuoi da me (Jolly, J 20198)
- 1963: Il tangaccio/Grazie prego scusi (Jolly, J 20202)

#### Flexy Disc
- 1959: Che bambola! (The Red Record; allegato a Il Musichiere, N° 20028)